# Славатичі (гміна)
Гміна Славатичі (пол. Gmina Sławatycze) — сільська гміна у східній Польщі. Належить до Більського повіту Люблінського воєводства.
Станом на 31 грудня 2011 у гміні проживало 2541 особа.

## Площа
Згідно з даними за 2007 рік площа гміни становила 71.71 км², у тому числі:
- орні землі: 83.00%
- ліси: 8.00%

Таким чином, площа гміни становить 2.60% площі повіту.

## Населення
Станом на 31 грудня 2011:
| Опис     | Загалом | Загалом | Чоловіки | Чоловіки | Жінки | Жінки |
| -------- | ------- | ------- | -------- | -------- | ----- | ----- |
| одиниця  | осіб    | %       | осіб     | %        | осіб  | %     |
| все      | 2541    | 100     | 1230     | 48.41    | 1311  | 51.59 |
| міське   | 0       | 100     | 0        |          | 0     |       |
| сільське | 2541    | 100     | 1230     | 48.41    | 1311  | 51.59 |

## Сусідні гміни
Гміна Славатичі межує з такими гмінами: Ганна, Кодень, Тучна.

## Відомі особистості
Народилась:
- Еда Островська (1915—1998) —  польська поетеса та письменниця (село Славатичі).